# Remington Модель 504
Remington Модель 504 гвинтівка з ковзним затвором під набої кільцевого запалення .22 LR, .17 HM2 або .17 HMR. Гвинтівка замінила застарілу гвинтівку Remington Модель 541, а її саму в 2007 році замінила гвинтівка Remington Модель 547. Модель 504T була цільовим варіантом, яку розробили в 2006 році. Вона відрізнялася від оригінальної Моделі 504 наявністю дерев'яного ламінованого ложа з гребнем, цільовою цівкою і важчим стволом.